# Рассказы из альманаха «Кипсек»
«Рассказы из альманаха „Кипсек“» (англ. The Keepsake Stories) — цикл произведений британского писателя Вальтера Скотта, опубликованных в литературном ежегоднике «Кипсек» в 1828 году. Включает новеллы «Зеркало тётушки Маргарет», «Комната с гобеленами, или Дама в старинном платье» и «Смерть лэрда Джека». Изначально планировалось, что Скотт станет редактором альманаха за 800 фунтов стерлингов, он отказался, но предложил для издания три своих новеллы. Они предназначались для «Кэнонгейтских хроник» и были отвергнуты его издателем Робертом Каделлом. Писатель получил за публикацию 500 фунтов стерлингов.

## Содержание
Действие «Зеркала тётушки Маргарет» (другой перевод названия — «Магическое зеркало») начинается в 1702 году. Английский аристократ сэр Филипп Форестер, недавно женившийся ради денег и поссорившийся со своим шурином, присоединяется в качестве добровольца к армии герцога Мальборо во Фландрии и после этого исчезает. Его жена леди Джемайма обращается за помощью к падуанскому врачу, имеющему репутацию мага. Тот показывает ей в зеркале, что происходит с её мужем: сэр Филипп ведёт к алтарю другую женщину, в этот момент в церковь врывается группа мужчин с обнажёнными шпагами. Вскоре леди Джемайма узнаёт, что в Голландии её муж решил жениться на дочери местного бургомистра, но в последний момент ему помешали другие британские офицеры. Сэр Филипп вызвал одного из этих офицеров на дуэль и убил. Всю оставшуюся жизнь он был вынужден скрываться на континенте, а леди Джемайма так и не оправилась от полученного потрясения.
«Комната с гобеленами» (в первом переводе на русский язык «Обойная комната») относится к «историям о призраках». Генерал Браун, путешествующий по Западной Англии, случайно оказывается в старинном замке, принадлежащем его давнему другу лорду Вудвиллу, и соглашается погостить неделю. Наутро он рассказывает, что ночью в его комнате внезапно оказалась женщина с лицом трупа. Когда она села на кровать и придвинулась вплотную к нему, генерал потерял сознание. Позже он видит ночную посетительницу изображённой на одной из картин в замке: это была представительница семьи Вудвиллов, уличённая в убийстве и кровосмешении. В предисловии ко второму изданию новеллы, датированном августом 1831 года, Скотт написал, что услышал эту историю от Анны Сьюард, которая «обладала даром, рассказывая подобные истории, вызывать у слушателей необыкновенно сильные чувства».
Главный герой новеллы «Смерть лэрда Джека» — шотландский землевладелец Армстронг, отличавшийся в молодости отвагой и силой и мастерски обращавшийся с двуручным мечом. Когда он был уже стар и немощен, его единственного сына вызвал на поединок английский рыцарь. Лэрд Джек приказал принести себя к месту поединка, а сыну вручил для боя свой меч. Увидев, что сын проиграл и что англичанин готовится нанести смертельный удар, лэрд Джек бросился со скалы в воду.

## Оценки
Литературоведы отмечают, что мотив ночного бдения в старинном замке, который лёг в основу сюжета «Комнаты с гобеленами», восходит к готическим романам Анны Радклиф и Клары Рив. Скотт использовал его раньше, в романах «Антикварий» (1816) и «Приключения Найджела» (1822), причём в первом случае тоже фигурирует оживающее изображение.